# Antaplaga composita
Antaplaga composita är en fjärilsart som beskrevs av H. Edwards 1884. Antaplaga composita ingår i släktet Antaplaga och familjen nattflyn. Inga underarter finns listade i Catalogue of Life.